# Xandee
Xandee, właśc. Sandy Boets (ur. 18 grudnia 1978 w Tienen) – belgijska piosenkarka, współzałożycielka zespołu Touch Of Joy.

## Kariera muzyczna
W wieku sześciu lat zaczęła występować publicznie na konkursach muzycznych. W 1994 założyła z Sergem Quisquaterem zespół Taste Of Joy, jednak z powodu istnienia innej grupy o tej samej nazwie zmienili nazwę duetu na Touch Of Joy. Tworzyli muzykę w stylu eurodance i wydali cztery albumy studyjne: Keep on Moving (1996), Enjoy (1997), Dance to the Rhythm (1998) i Don't Say It's Over (2000).
W 2002 rozpoczęła karierę solową, a jej menedżerem został Quisquater. Wzięła udział w rozbieranej sesji okładkowej dla magazynu „Cover Magazine”. W 2004 z utworem „1 Life” zwyciężyła w programie Eurosong '04, a następnie, reprezentując Belgii, zajęła 22. miejsce w finale 49. Konkursie Piosenki Eurowizji w Stambule, choć przed udziałem w konkursie była jedną z głównych faworytek do zwycięstwa. W tym samym miesiącu wydała swój debiutancki album studyjny, również zatytułowany 1 Life; premiera płyty odbyła się podczas specjalnej konferencji prasowej zorganizowanej w Amerikaans Theater w Heizel.
Kilka tygodni po finale Eurowizji wydała singiel „Ay que calor”, a później – „The Power of Music” autorstwa Paula Barry’ego. Początkowo utwór miał zostać nagrany przez Tinę Turner, jednak artystka wycofała się z projektu podjęcia nagrania singla. W styczniu 2005 przeznaczyła singiel „Geef een teken”, złotą płytę za sprzedaż singla „1 Life” i swoją eurowizyjną sukienkę na aukcje charytatywne, z których dochód został przeznaczony na organizacje wspierające ofiary tsunami.

## Dyskografia
Albumy studyjne (z zespołem Touch Of Joy)
- Keep on Moving (1996)
- Enjoy (1997)
- Dance to the Rhythm (1998)
- Don't Say It's Over (2000)